# شيسو (هيوغو)
مدينة شيسو (بالإنجليزية: Shisō)‏ هي أحد المدن التابعة لمحافظة هيوغو. تأسست رسميًا في 01/04/2005. ويقدر عدد سكانها بـ 42302 نسمة حسب تقدير مكتب الإحصاء الياباني لعام 2012. تبلغ مساحة شيسو 658.6 كم2. بكثافة سكانية تبلغ 64.2 نسمة/كم2.